# シンキチ・タジリ

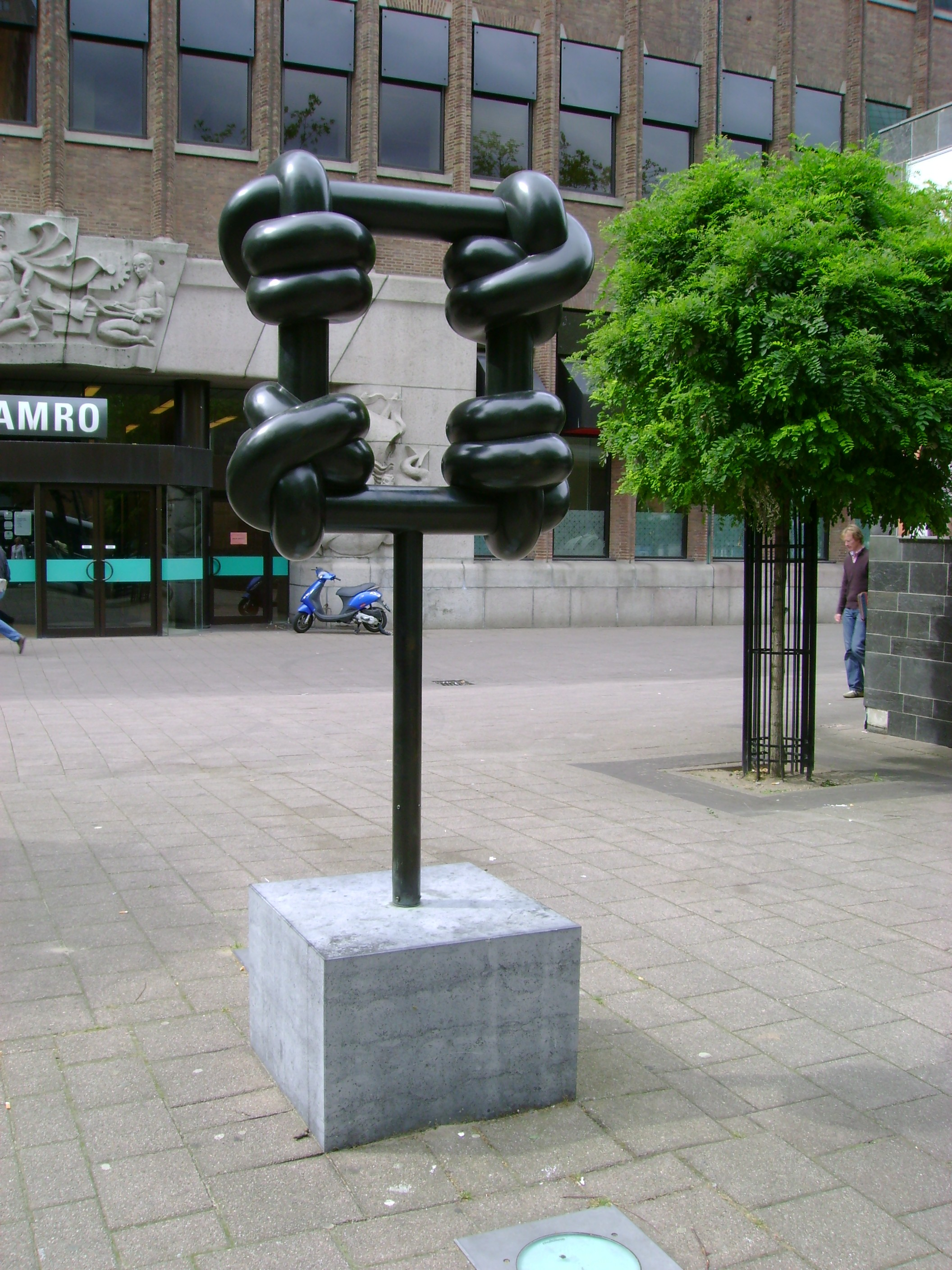
The Knot （1976年）、ロッテルダム

シンキチ・タジリ（Shinkichi Tajiri、日本名：田尻 慎吉、1923年12月7日 ‐ 2009年3月15日）は、日系アメリカ人の彫刻家。晩年にオランダへ帰化した。彫刻以外にも絵画や写真、映像などの多方面の芸術において活動した。

## 経歴
タジリが生まれたのはカリフォルニア州ロサンゼルスにある労働者階級居住地区ワッツで、日系人一世田尻隆吉と菊田芙蓉の間の7人の子供のうち5番目に生まれた。
父の隆吉は漢の高祖劉邦を祖とするとされる田尻氏（大蔵氏系）の末流である佐賀藩の士族であったが、明治維新の近代化の流れの中で武士の特権を失い、長崎市で自転車商を営んでいたものの、将来を悲観して、1906年にアメリカへの移住を決めた。妻の芙蓉は静岡県出身であり、士族出身の父親が木材業の仕事として渡米していたところ、夫となる隆吉と出会い縁談が進められ、1913年に入籍して渡米することになった。
1936年に家族でサンディエゴに引っ越すものの、1939年に隆吉が脳溢血により死亡した。サンディエゴでは彫刻家のドナル・ホールドと知り合い、彫刻の手ほどきを受けた。このころ金を持っていなかったシンキチであったが、ドナルが庭作業をする代わりに無料でレッスンを受けさせてくれた。
1949年からコブラ (芸術運動)に参加し、その後1959年ドイツの現代美術グループ展ドクメンタIIに招待、出品。
1957年、2人目の妻で造形作家フェルディ・ジャンセン（オシップ・ザッキンの弟子）と結婚。
1970年のデンマークのポルノ女優のドキュメンタリー映画「Ein Sommertag」の監督等、映像作品も手掛けた。

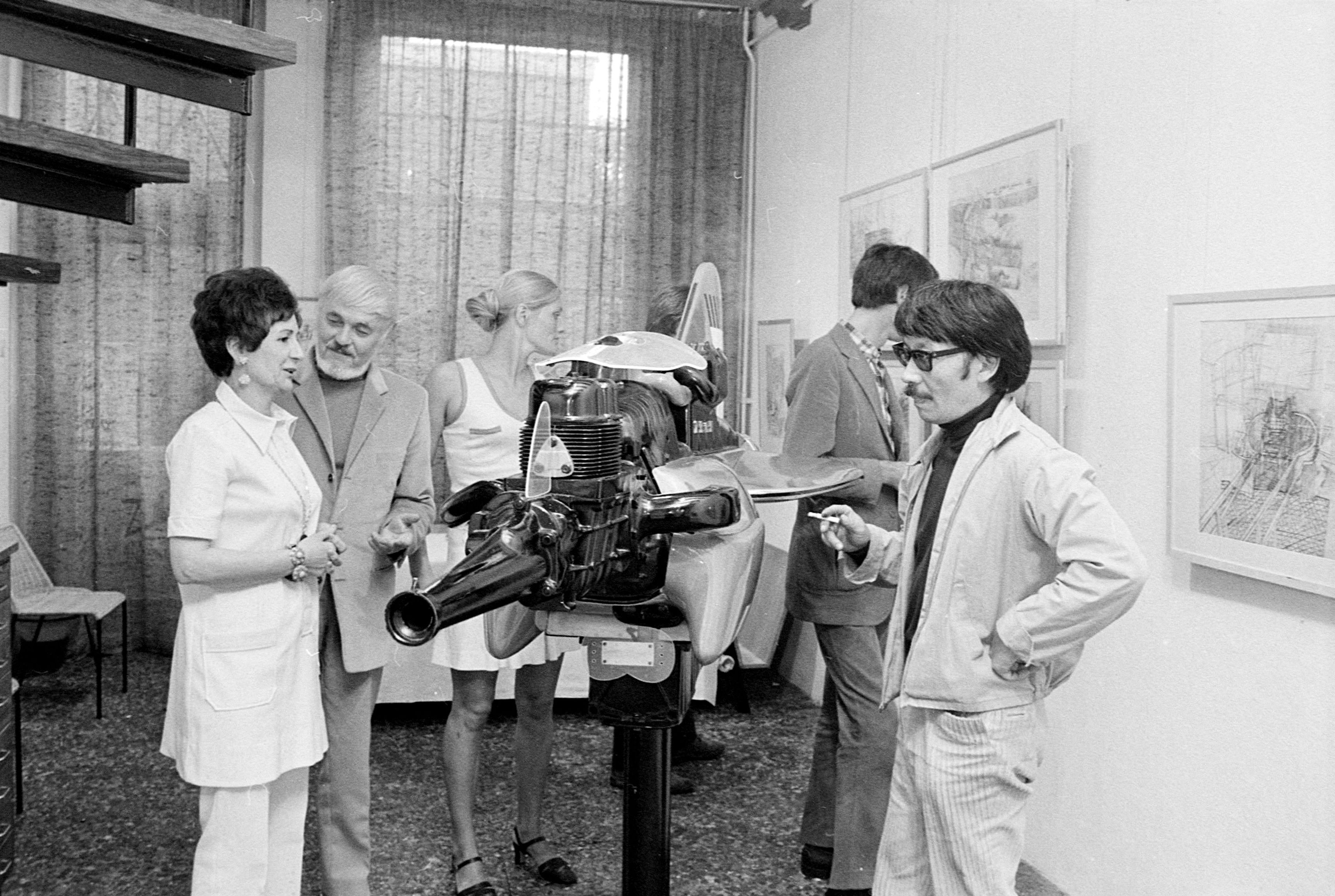
ハーレムのギャラリー（1969年）
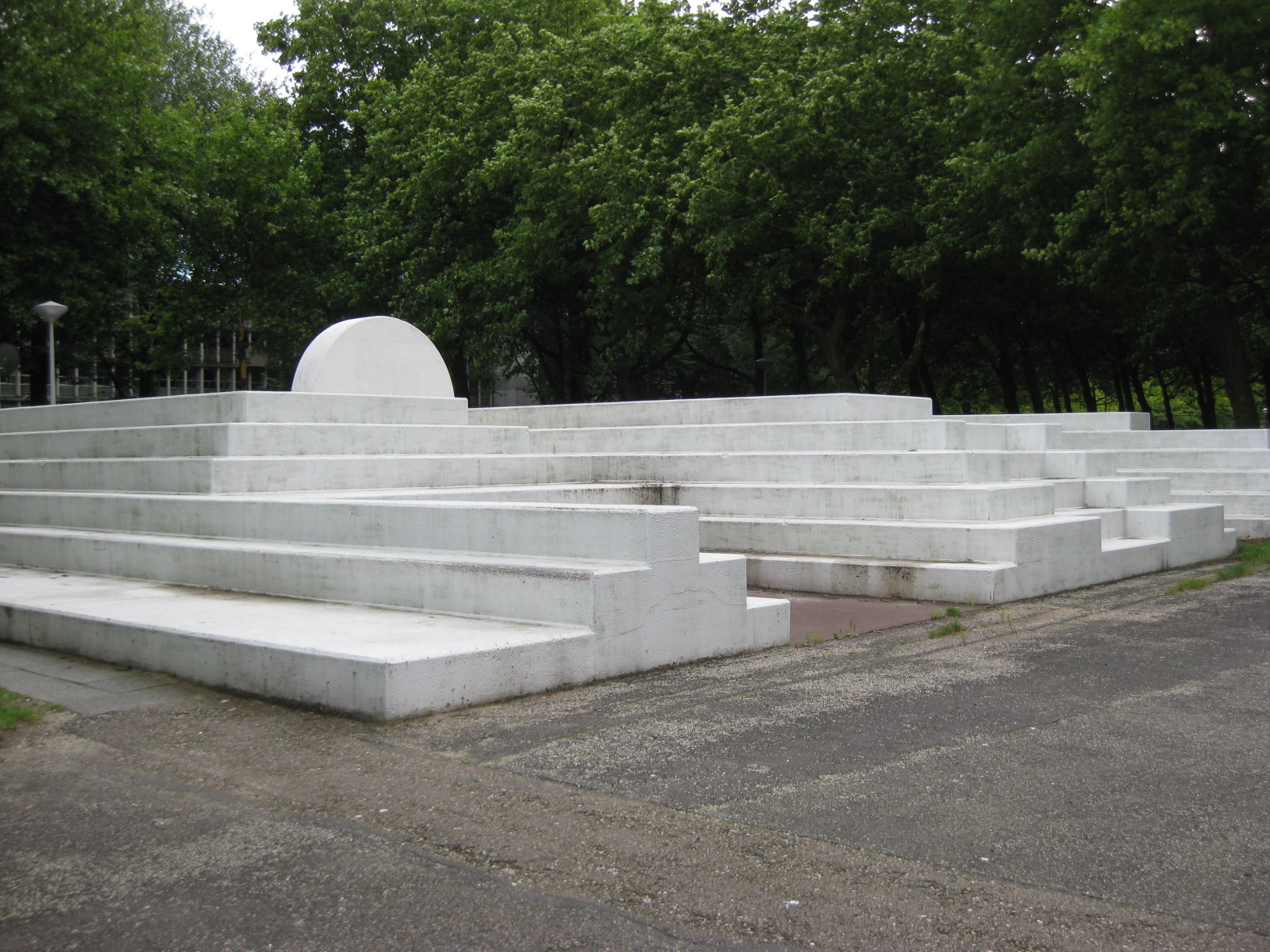
Ontmoetingsplaats（オランダ語版）（1976年）
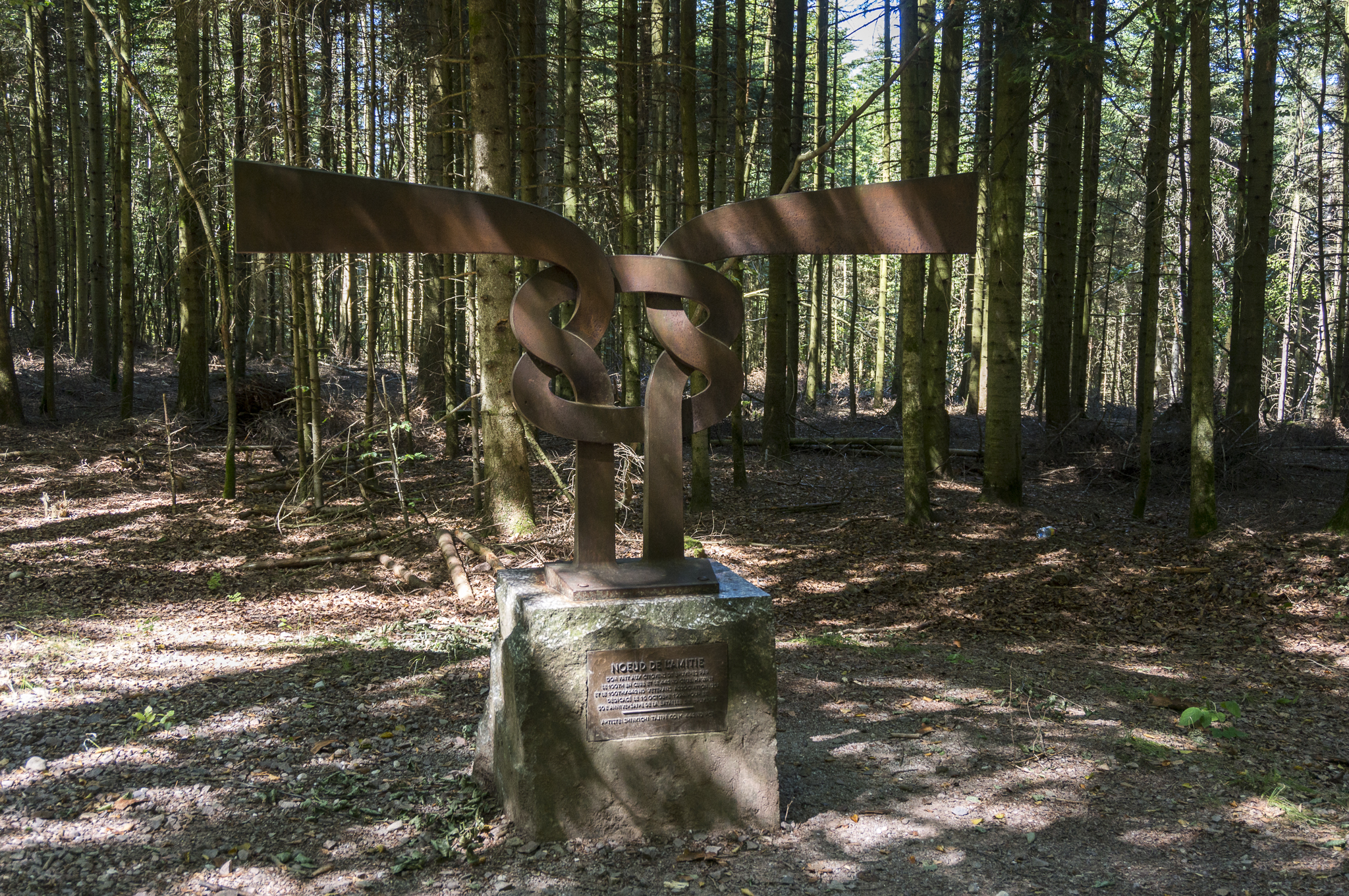
ブリュイエール解放（英語版）50周年シンキチ・タジリ記念彫刻（1994年）
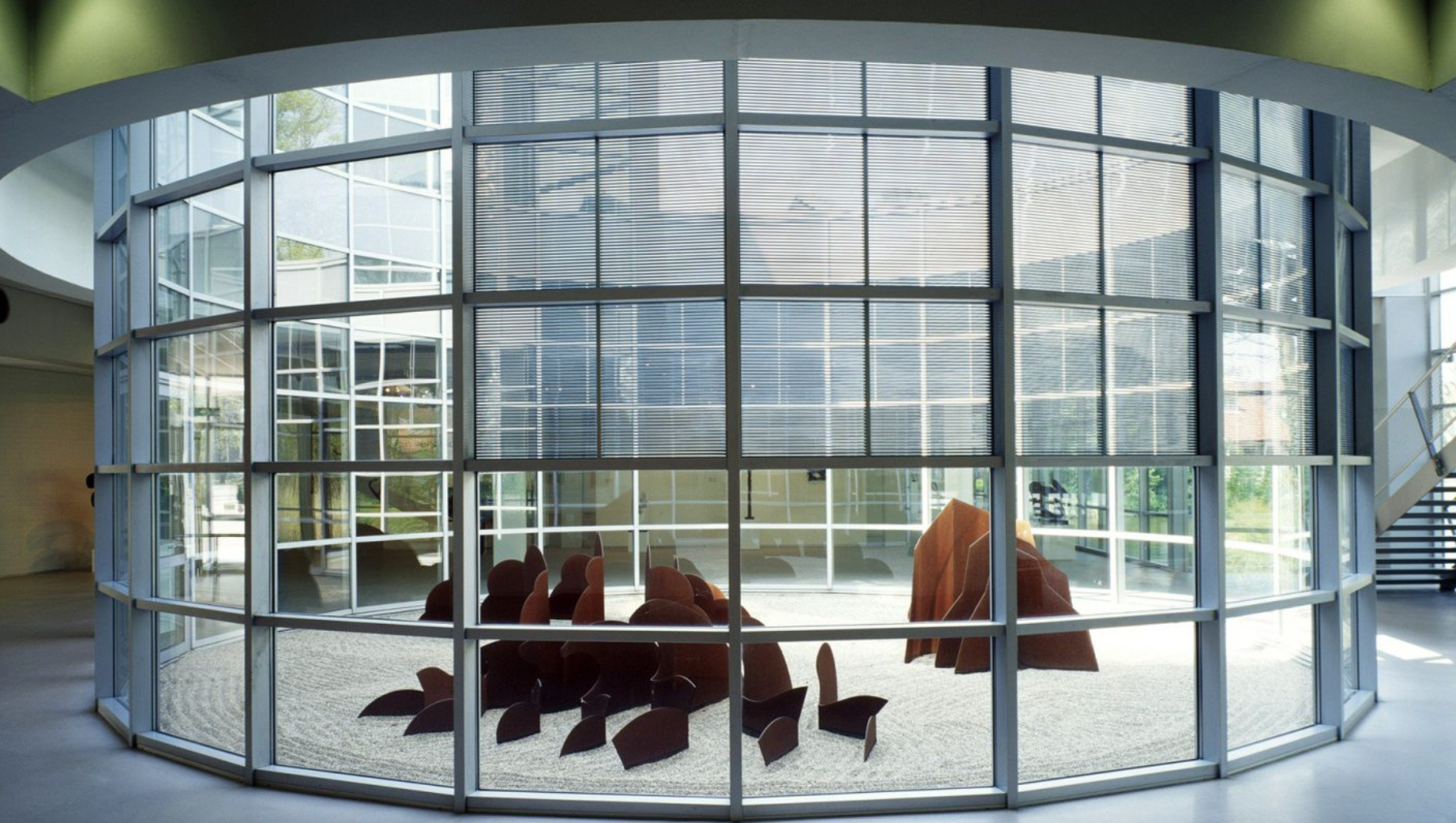
コブラ近代美術館（英語版）の日本庭園作品
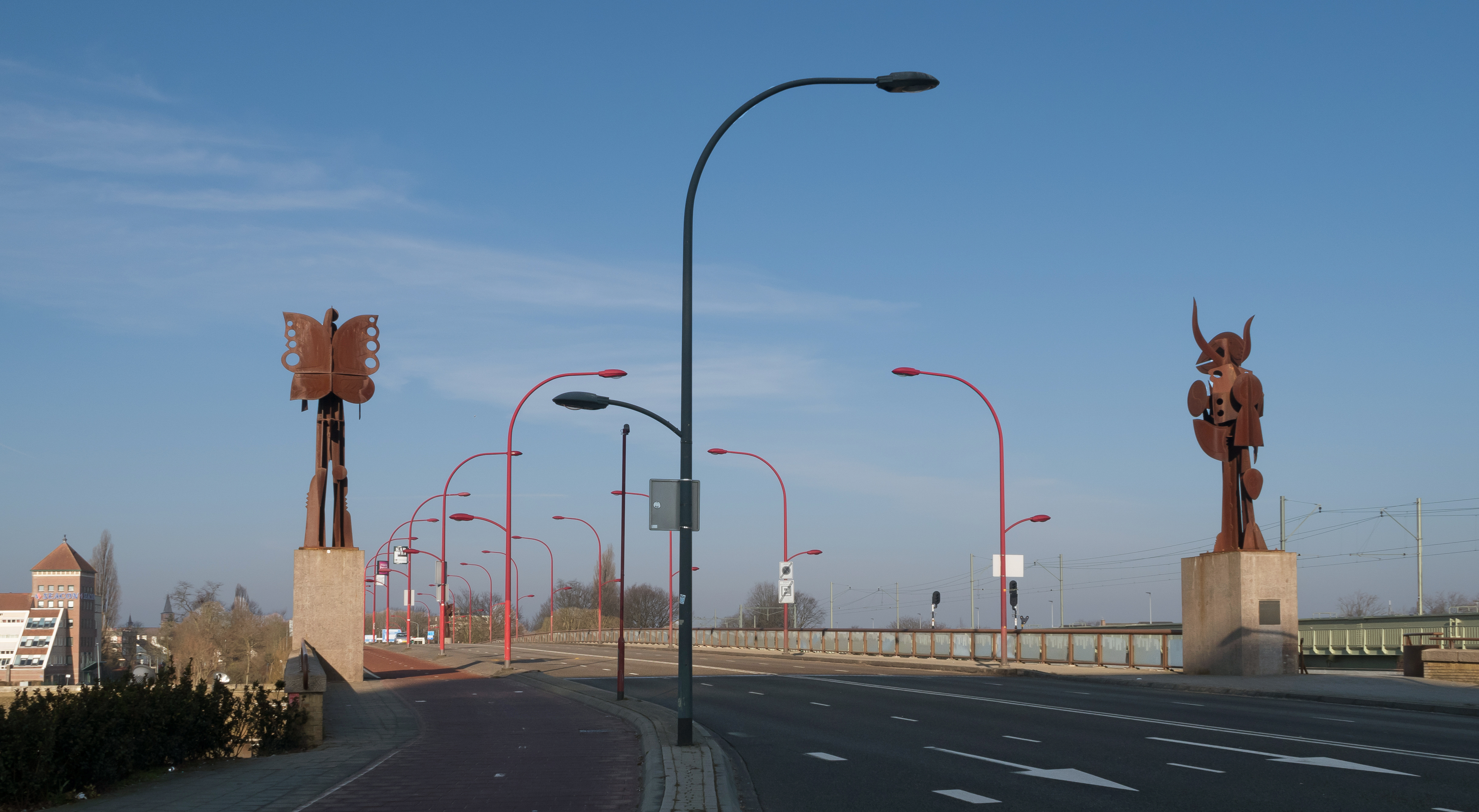
オランダフェンローのマース橋（オランダ語版）にある戦争記念碑『De Wachters（オランダ語版）（浪人）』（2007年）

1992年オラニエ・ナッソー勲章受賞。
2007年オランダ獅子勲章受賞。
2008年12月7日、オランダ国籍を取得した。翌2009年3月15日、85歳にて死去。
姪のリア・タジリは映画監督・映像作家である。